# Apeadeiro de Meleças
O apeadeiro de Meleças foi uma gare ferroviária da Linha do Oeste, que servia a localidade de Meleças, no município de Sintra, em Portugal. Foi substituído pela Estação Ferroviária de Mira Sintra-Meleças.

## Descrição
O abrigo de plataforma situava-se do lado nascente da via (lado direito do sentido ascendente, para Figueira da Foz).

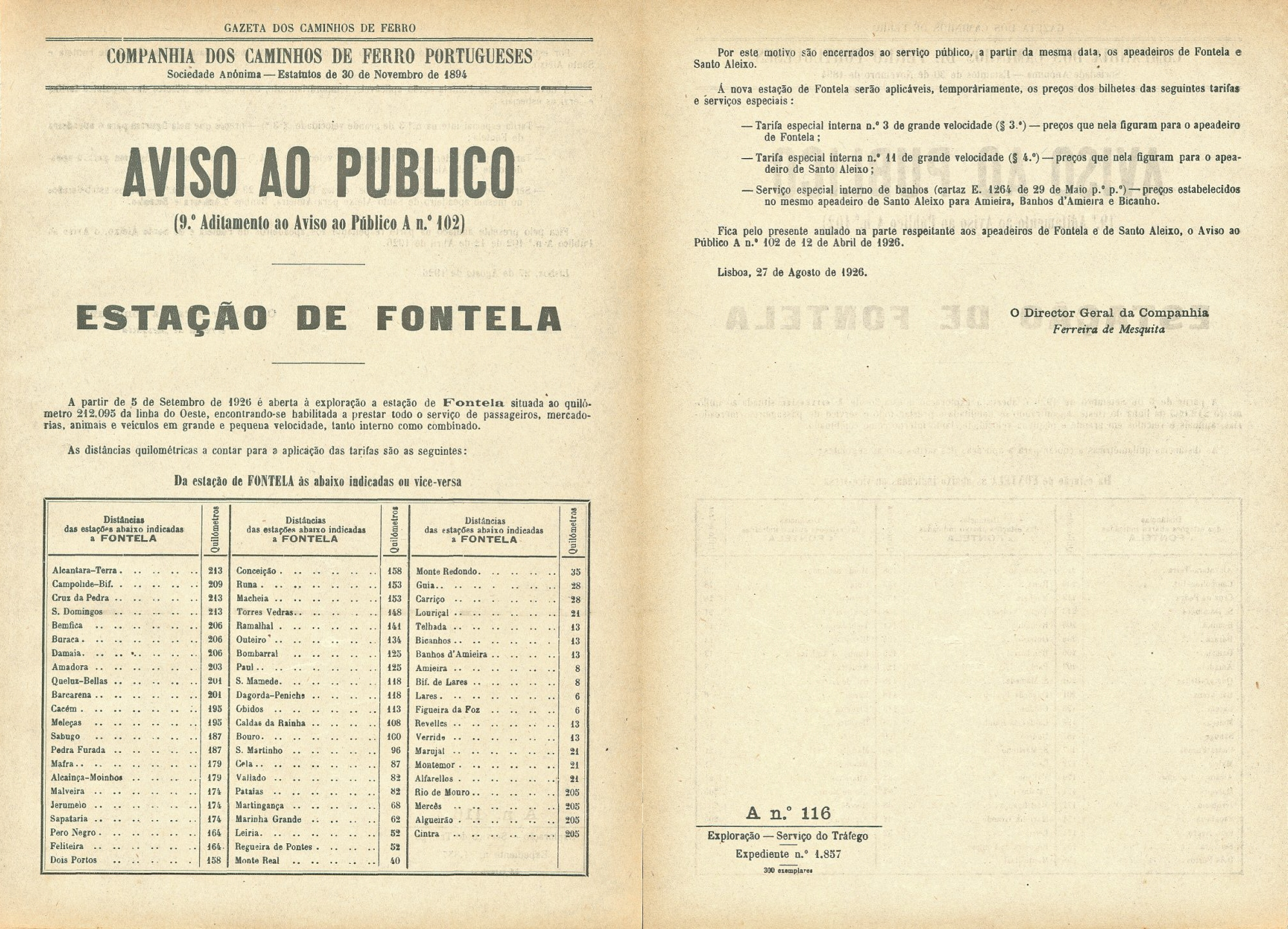
Aviso ao público de 1926, onde se faz referência a Meleças.

## História
Esta interface encontrava-se no troço da Linha do Oeste entre Agualva-Cacém e Torres Vedras, que entrou ao serviço em 21 de Maio de 1887, pela Companhia Real dos Caminhos de Ferro Portugueses.
Em 1934, a Companhia dos Caminhos de Ferro Portugueses realizou grandes obras de reparação no edifício deste apeadeiro.
A Gazeta dos Caminhos de Ferro de 1 de Abril de 1952 noticiou que uma comissão da Câmara Municipal de Sintra tinha-se reunido com o Ministro das Comunicações, de forma a pedir vários melhoramentos nos caminhos de ferro, incluindo a criação de um novo apeadeiro junto à bifurcação das linhas de Sintra e do Oeste, para melhor servir Meleças e outras localidades. Porém, só em 2004 é que foi construída a nova interface, com categoria de estação e o nome de Mira Sintra - Meleças, tendo sido inaugurada em 29 de Novembro desse ano, ditando o encerramento do apeadeiro de Meleças.[carece de fontes?]

Em 2017 restava do extinto apeadeiro apenas um candeeiro de iluminação da plataforma.